# Filmfare Award du meilleur espoir masculin
Le Filmfare Award du meilleur espoir masculin (Filmfare Award Best Male Debut) est une récompense remise au jeune acteur indien de l'année dont le talent aura permis d'accéder à la consécration par le magazine Filmfare, lors de la cérémonie annuelle des Filmfare Awards, depuis 1989. 
- Le premier lauréat fut Aamir Khan pour le film Qayamat Se Qayamat Tak.

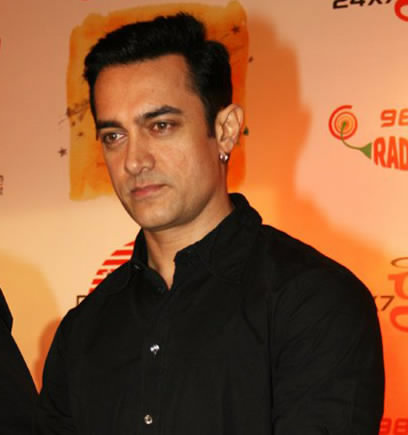
Aamir Khan, acteur indien, premier lauréats.

## Liste des lauréats

### Années 1980-1990
- 1989 : Aamir Khan - Qayamat Se Qayamat Tak

- 1990 : Salman Khan - Maine Pyar Kiya

- 1991 - Pas d'attribution

- 1992 : Ajay Devgan - Phool Aur Kaante

- 1993 : Shahrukh Khan - Deewana

- 1994 : Saif Ali Khan - Aashiq Awara

- 1995 - Pas d'attribution

- 1996 : Bobby Deol - Barsaat

- 1997 : Chandrachur Singh - Maachis

- 1998 : Akshaye Khanna - Himalay Putra

- 1999 : Fardeen Khan - Prem Aggan

### Années 2000
- 2000 : Rahul Khanna - Earth

- 2001 : Hrithik Roshan - Kaho Naa... Pyaar Hai

- 2002 : Tusshar Kapoor - Mujhe Kucch Kehna Hai

- 2003 : Vivek Oberoi - Company

- 2004 : Shahid Kapoor - Ishq Vishk

- 2005 - Pas d'attribution

- 2006 : Shiney Ahuja - Hazaaron Khwaishein Aisi

- 2007 - Pas d'attribution

- 2008 : Ranbir Kapoor - Saawariya

- 2009 : Farhan Akhtar - Rock On!! et Imran Khan - Jaane Tu... Ya Jaane Na

### Années 2010
- 2010 - Pas d'attribution

- 2011 : Ranveer Singh - Band Baaja Baaraat

- 2012 : Vidyut Jamwal - Force

- 2013 : Ayushmann Khurrana - Vicky Donor (en)

- 2014 : Dhanush - Raanjhanaa

- 2015 : Fawad Afzal Khan - Khoobsurat

- 2016 : Sooraj Pancholi - Hero